# 孟良佐
孟良佐（Alfred Alonzo Gilman，1878年—1966年9月13日），美国圣公会传教士，鄂湘教区第三任主教。
孟良佐出生于美国内布拉斯加州的北普拉特，1898年毕业于内布拉斯加大学，为ΦΒΚ会会员。1901年毕业于费城神学院，按立为牧师。1902年他被派往中国传教。1917年担任武昌文华大学校长。
1905年2月22日，孟良佐与格特鲁德·卡特（Gertrude Carter）在中国汉口圣保罗堂举行婚礼。1925年3月4日，孟良佐接受祝圣为中华圣公会鄂湘教区助理主教。1938年4月12日，吴德施主教返回美国后，他继任为圣公会鄂湘教区第三任主教。

## 参与祝圣的主教
- 吴德施（Logan Herbert Roots），圣公会鄂湘教区主教
- 郭斐蔚（Frederick Rogers Graves），圣公会江苏教区主教
- 韩仁敦（Daniel T. Huntington），圣公会皖赣教区主教